# 君の名前 (山崎まさよしの曲)
「君の名前」（きみのなまえ）は、2016年9月28日に発売された山崎まさよしの34枚目となるシングル。

## 解説
- 表題曲「君の名前」は、山崎まさよしが2015年に娘が誕生した時の思いを書いた楽曲。子供が生まれてきてくれた嬉しさの反面、いつかは自分のもとを離れて行ってしまうという切なさや憂いを歌っている。またPVには自身の長男が出演し、初共演となった。[2]
- 2曲目に収録されている「光源」はテレビ東京のドラマ『望郷』の主題歌に起用されており、同ドラマにて自身6年ぶりのドラマ出演も果たした。
- 特典DVDには＜山崎まさよしString Quartet “HARVEST”＞東京文化会館公演より8～14曲目のライブ映像が収録されており、33rdシングル「空へ」・11thアルバム「LIFE」の特別盤の特典DVDと合わせて同公演のライブ映像がコンプリート出来るようになっている。

## 収録曲
| 全作詞・作曲: 山崎将義。 |                                                                          |          |            |      |
| #                        | タイトル                                                                 | 作詞     | 作曲・編曲 | 時間 |
| 1.                       | 「君の名前」                                                             | 山崎将義 | 山崎将義   | 3:51 |
| 2.                       | 「光源」(テレビ東京 ドラマスペシャル 湊かなえサスペンス『望郷』主題歌)   | 山崎将義 | 山崎将義   | 4:03 |
| 3.                       | 「ツバメ ～20 years after ver.～」(「ステレオ」収録曲の再録バージョン。) | 山崎将義 | 山崎将義   | 3:52 |

### Disc2（DVD）
| #  | タイトル                           | 作詞 | 作曲・編曲 | 時間 |
| -- | ---------------------------------- | ---- | ---------- | ---- |
| 1. | 「心の手紙」                       |      |            | 3:57 |
| 2. | 「One more time, One more chance」 |      |            | 5:41 |
| 3. | 「あじさい」                       |      |            | 5:10 |
| 4. | 「メヌエット」                     |      |            | 4:29 |
| 5. | 「水のない水槽」                   |      |            | 6:05 |
| 6. | 「ツバメ」                         |      |            | 4:06 |
| 7. | 「花火」                           |      |            | 4:25 |